# 天主教維捷布斯克教區
天主教維捷布斯克教區（拉丁語：Dioecesis Vitebscensis）是白俄羅斯一個羅馬天主教教區。
範圍包括維捷布斯克州。屬明斯克-莫吉廖夫總教區。面積40,000平方公里，2004年有教友140,000人、83個堂區、80名司鐸。
1999年10月13日自明斯克-莫吉廖夫總教區升為教區。現任主教為亞拉·布克特維奇（Aleh Butkevich）。